# スポーツライブ+
スポーツライブ＋（スポーツライブプラス）は、2020年3月1日より放送されている、スカパーJSATが運営するスポーツ専門チャンネルである。

本項では姉妹チャンネルとなるスポーツライブ＋2（スポーツライブプラスツー）についても記述する。

## 概要
- スカパーJSATの運営する3サービスで放送されていた「スカサカ!」の後継チャンネルとして、「総合スポーツチャンネル」と銘打ち開局、プロ野球・サッカー・バスケットボールなどスポーツ中継をはじめ、エンターテイメント番組を中心に編成したチャンネルとして放送している[1]。
- なお、この改称を機にJ:COMを始めとする全国のケーブルテレビ局でも放送が開始されている[2][3]。
- また、スポーツライブ+2ではメインチャンネルで放送しきれなかった番組を補完する目的のサブチャンネルとして、スカチャン4を転換する形で開局。こちらはスカパー!プレミアムサービスとスカパー!プレミアムサービス光加入者のみ視聴可能となる。
- スカパー!では、2020年3月1日からプロ野球セットに追加されるほか、基本プラン契約者は3月15日から福岡ソフトバンクホークスの主催試合と同球団の関連番組が無料で視聴可能となり、更に5月1日から基本プランとセレクト10・セレクト5の構成チャンネルに追加された[4][5]。
- スカパー!プレミアムサービスでも、2020年4月1日からプレミアムパックとプレミアム15の構成チャンネルに追加。但し、スポーツライブ+2は構成チャンネルに含まれない[6]。
- IP放送では放送開始の時点で本チャンネルは配信されていなかったが、2021年4月1日からNTTぷららが運営するひかりTVにて配信することを同年3月に発表した[7]。
- スカパー!では2024年12月より、基本料不要で番組単位で購入できる「スカパー! Sチケット」の提供を開始した[8]。

## 主な番組
- 野球中継に関しては、福岡ソフトバンクホークス主催試合の放映権を2020年3月31日に閉局した「FOXスポーツ&エンターテイメント」（FOXネットワークス運営）から獲得・引き継ぐ形で放送する[9]。また、福岡ソフトバンクホークスと埼玉西武ライオンズの二軍（ファーム）主催試合についても放送する[9][10][11][12]。JCOMでの配信開始はこの件が関係しており、チャンネルがそのまま引き継がれた。
- 2022年10月末で同じくスカパーJSATが運営しているBSスカパー!が閉局するのに伴い、同局において制作・放送されている一部のスポーツ中継とオリジナル番組についても、本チャンネルが引き継ぐ形で放送[13][14]。